# Алексеенко, Евгения Алексеевна
Евгения Алексеевна Алексеенко (1 декабря 1930 — 14 мая 2017, Москва) — советская этнограф-северовед, исследовательница этноса кеты.

## Биография
Евгения Алексеевна родилась в семье служащих. В 1948—1953 годы училась в кафедры этнографии исторического факультета МГУ. С 1953 года — младший научный сотрудник, старший научный сотрудник сектора Сибири ЛЧ ИЭ АН СССР. В 1957 году была депутатом 6-го созыва Василеостровского района Ленинграда. В мае 1968 года в ИЭ АН СССР защитила кандидатскую диссертацию по книге «Кеты: Историко-этнографические очерки».
Участник Конгрессов финно-угроведов (начиная с 1-го — Будапешт, Хельсинки, Турку, Сыктывкар и др.), по изучению охотников и собирателей, происхождению аборигенов Сибири (Томск, с 1979 года), антропологов и этнографов России и др.
В марте 1990 года в Москве была делегатом 1-го съезда малочисленных народов Севера и Сибири.
Член (с 2003 года — почетный) Харнеровского общества по изучению шаманизма; Foundation of Shamanic Studies (Milvally, California, USA).

## Научные труды
В сферу научных интересов Е. А. Алексеенко входят: история и этнография народов Сибири, Крайнего Севера и Дальнего Востока; этнография кетов; фольклор кетов; этногенез кетов; история традиционной культуры енисейскоязычных народов (кетов).
Основные публикации
- Кеты: Историко-этнографические очерки. Л., 1967
- Культы у кетов // Памятники культуры народов Сибири и Севера. Л., 1977. С. 54-57 (Сборник МАЭ. Т. 33)
- Кетский сборник = Studia Ketica (отв. ред.). Вып. 3. Антропология, этнография, мифология, лингвистика. Л., 1982
- Ребёнок и детство в культуре кетов // Традиционное воспитание детей у народов Сибири. Л., 1988. С. 9-37
- Кеты. СПб., 1999
- Time and Traditional World-View of the Kets: Materials of the Bear Cult // Hunters and Gatherers in the Modern World: Conflict, Resistance, and Self-Determination. New York, Oxford: Bergham Book, 2000. P. 455—459
- У истоков формирования кетского фонда в МАЭ РАН // Сборник МАЭ. Т. 48. СПб., 2000. С. 113—119
- Мифы, предания, сказки кетов. М., 2001
- Кеты // Народы Западной Сибири. М., 2005. С. 629—732